# Legender ur den svarta hatten
Legender ur den svarta hatten är ett musikalbum av Eldkvarn som gavs ut 1991 på skivbolaget EMI.

## Låtlista
Alla låtar är skrivna och komponerade av Plura Jonsson om inget annat anges. 
| Nr  | Titel                       | Kompositör    | Notering | Längd |
| --- | --------------------------- | ------------- | -------- | ----- |
| 1.  | Rosen i Sevilla             |               |          | 3:47  |
| 2.  | Du och jag                  |               |          | 2:47  |
| 3.  | Vi föll genom natten        |               |          | 4:47  |
| 4.  | Bom, bom, bom               |               |          | 4:20  |
| 5.  | Salta skor                  | Carla Jonsson |          | 3:52  |
| 6.  | Den stora kärleken          |               |          | 2:41  |
| 7.  | Mina stjärnor har slocknat  |               |          | 3:06  |
| 8.  | Mannen i den svarta hatten  |               |          | 3:22  |
| 9.  | Skepp ohoj                  |               |          | 4:11  |
| 10. | Madelene, jag kommer hem    |               |          | 3:57  |
| 11. | På andra sidan fredagskväll |               |          | 5:16  |
| 12. | En sten som rullar          |               |          | 2:53  |

## Medverkande
- Plura Jonsson - Sång, akustisk gitarr
- Carla Jonsson - Gitarr, sång
- Tony Thorén - Bas
- Claes von Heijne - Piano, orgel, keyboards
- Peter Smoliansky - Trummor
- Peter Hallström - Körsång
- Jesper Lindberg - Mandolin, banjo, steel guitar
- Peter Dahl - Mastering
- Magnus Persson - Percussion, Arranged By [Drums], trumprogrammeringar
- Tobbe "Midikungen" Hedberg - Mixning
- Eldkvarn, Tony Thorén - Producent, mixning
- David Wilczewski - Saxofon